# Hans-Jürgen Junghans
Hans-Jürgen Junghans (* 27. Januar 1922 in Hannover; † 15. Juli 2003 in Salzgitter) war ein deutscher Politiker der SPD.

## Leben und Beruf
Nach dem Besuch der Oberschule begann Junghans 1940 ein Ingenieurstudium an der Technischen Hochschule Hannover. Von 1941 bis 1945 nahm er als Soldat am Zweiten Weltkrieg teil. Anschließend führte er sein Studium weiter und schloss es 1950 ab. Von 1950 bis 1953 war er Geschäftsführer der Internationalen Jugendgemeinschaftsdienste e. V. in Hannover. Seit 1953 arbeitete er als Oberingenieur und Direktionsassistent bei der Hüttenwerke Salzgitter AG. Seit 1963 war er dort Leiter der Hauptabteilung Ausbildung und Förderung. Von 1972 bis 1984 war er Vorstandsmitglied der Salzgitter AG, die ihn als Aufsichtsrat zur Salzgitter Wohnungs AG und zur Salzgitter Maschinen AG entsandte.

## Partei
Junghans beteiligte sich 1947 an der Gründung der Sozialistischen Hochschulgruppe an der TH Hannover. 1950 trat er der SPD bei. Von 1968 bis 1974 war er Vorsitzender des SPD-Bezirksverbandes Braunschweig.

## Abgeordneter
Von 1957 bis 1987 gehörte Junghans dem Deutschen Bundestag an. 1957 zog er über die Landesliste der SPD Niedersachsen ins Parlament ein. 1961 gewann er das Direktmandat im Wahlkreis Gandersheim – Salzgitter und bei den folgenden Wahlen im Wahlkreis Salzgitter. Von 1961 bis 1965 war er stellvertretender Vorsitzender des Bundestagsausschusses für wirtschaftlichen Besitz des Bundes und anschließend bis 1969 Vorsitzender des Ausschusses für das Bundesvermögen. Von 1969 bis zum 13. Juni 1972 war er stellvertretender Vorsitzender der SPD-Fraktion. Von 1969 bis 1983 leitete er den Arbeitskreis Wirtschaftspolitik der SPD-Fraktion.

## Ehrungen
- 1996 Ehrenbürger von Salzgitter
- Bundesverdienstkreuz 1. Klasse (18. Juni 1969)[1]
- Großes Bundesverdienstkreuz (3. August 1973)[1]
- Großes Bundesverdienstkreuz mit Stern (24. Januar 1978)[1]